# 경기도립성남도서관
경기도립 성남도서관은 경기도 성남시 수정구 신흥2동 소재의 도립 도서관이다.

## 연혁
- 1983.07.05 경기도립성남도서관 개관
- 1986.03.01 순회·이동도서관 개설
- 1998.12.29 경기도립성남도서관 홈페이지 개설
- 2001.01.29 시각장애인 재택봉사 개시
- 2002.11.06 제5회 전국문화기반시설평가 최우수상 수상
- 2004.03.29 학교협력문고 개설
- 2005.02.01 2004년도 경기도공공도서관평가 최우수상 수상
- 2007.03.30 한국도서관상 수상
- 2007.09.20 [2000~2007 논술기출 도서목록] 발간
- 2009.12.28 [교과서속 독서여행] 독서지도 콘텐츠자료집 발간
- 2010.03.24 학교밖 꿈나무안심학교 개교
- 2010.08.31 [교과연계자료 중 3 국어] 발간
- 2010.11.24 [온라인독서여행] 온라인 독서콘테스트서비스 개통
- 2011.07.01 제11대 김현남 관장 부임
- 2011.09.01 경기도립성남도서관 심벌마크 제정
- 2011.11.14 2011년 공공도서관 협력업무 유공기관상 수상
- 2014.01.01 제12대 최창규 관장 부임